# Lamalonga (Macedo de Cavaleiros)
Lamalonga es una freguesia portuguesa del municipio de Macedo de Cavaleiros, con 16,97 km² de superficie y 475 habitantes (2001). Su densidad de población es de 28,0 hab/km².